# Grupul școlar „Eotvos Jozsef” din Odorheiu Secuiesc
Grupul școlar „Eotvos Jozsef” din Odorheiu Secuiesc este un monument istoric aflat pe teritoriul municipiului Odorheiu Secuiesc.